# テ号観測機
神戸 テ号観測機
- 用途：観測機
- 設計者：三木鉄夫
- 製造者：神戸製鋼
- 運用者：大日本帝国陸軍
- 初飛行：1942年
- 生産数：1機
- 運用状況：不採用・退役

テ号観測機（てごうかんそくき）は、日本陸軍の要求により大阪大学の三木鉄夫教授が設計し、神戸製鋼が製作した弾着観測機。1942年（昭和17年）に初飛行したが、1機の試作のみで終わった。

## 概要
陸軍技術本部からの要求により、砲兵部隊の弾着観測に使用する兵器として開発されたのが本機である。オートジャイロであるカ号観測機と並行試作される形で、1940年（昭和15年）に開発指示が出された。なお、「テ号」の「テ」とは低速固定翼機の頭文字とされる。カ号観測機同様、陸軍航空本部の所管・計画機ではなく、陸軍技術本部所轄の砲兵部隊の兵器として開発されたため、歴とした陸軍の飛行機でありながら「キ」番号は与えられていない。
発動機は空冷倒立単発で、ドイツのアルグスエンジンを神戸製鋼で国産化したものを搭載した。機体の形状は高翼単葉で、降着装置などにもドイツのフィーゼラーFi156シュトルヒの影響を見て取ることができる。短距離離着陸性能を求められたため、高揚力装置として翼前縁全幅におよぶ自動スラットと、後縁の特殊フラップを持ち、補助翼もフラップを兼ねたものとした。木製羽布張りの主翼は、後方に折りたたむことが可能だった。胴体は鋼管溶接骨組みに羽布張りで、機首部分だけ軽金属張りになっていた。
1942年（昭和17年）に試作1号機が完成しテストされたが、試験飛行中に墜落破壊してしまったためそのまま開発中止となった。カ号観測機の開発が苦労しながらも実用化にこぎつけたのとは対照的な結果となった。
同時期に開発され同様にフィーゼラーFi156シュトルヒを参考にしていた三式指揮連絡機と比べると、本機の方が若干小型でよりシュトルヒに近い外観を持っていた。また、重量が軽い分最大速度はシュトルヒや三式指揮連絡機を上回る予定だった。

## 諸元
- 全幅：16.00 m
- 全長：9.50 m
- 主翼面積：20.00 m2

- 自重：780 kg
- 全備重量：1,130 kg
- 最大速度：180 km/h
- 武装：7.7 mm旋回銃×1
- 発動機：アルグス As 10C 空冷倒立V型8気筒エンジン 240 hp
- 乗員：2 名